# Garo Yepremian
Garabed Sarkis Yepremian, detto Garo (Larnaca, 2 giugno 1944 – Media, 16 maggio 2015) è stato un giocatore di football americano statunitense nato a Cipro e di origini armene che ha giocato nel ruolo di placekicker per quindici stagioni nella National Football League (NFL).

## Carriera
Yepremian nacque a Larnaca, Cipro, da genitori Armeni. Nell'isola di Cipro, la sua famiglia non aveva una casa dotata di riscaldamento e in inverno era costretta a bruciare semi di olivo per riscaldarsi.
Yepremian e il fratello Krikor emigrarono negli Stati Uniti per preparare l'arrivo anche dei propri genitori. Mentre stava perdendo le speranze di condurre una vita accettabile nella nuova nazione, a Yepremian capitò di vedere alcuni minuti di una partita di football in televisione. Yepremian disse a Krikor di aver scoperto la chiave per avere successo in America: egli avrebbe potuto calciare field goal per vivere.
Dopo molto allenamento, in cui Yepremian alla fine dimostrò, certamente, l'abilità di calciare, i fratelli iniziarono una missione per convincere le squadre della lega che Garo avrebbe potuto essere una stella della lega. La NFL non seppe che farsene dei due fratelli e vietò loro l'accesso ai campi di allenamento. Krikor si finse l'agente di Yepremian e alla fine riuscirono a convincere i Detroit Lions a concedere al minuto Yepremian un  provino. Il sorprendente talento di Garo gli fece guadagnare un contratto. Nella sua stagione da rookie, batté il record NFL calciando sei field goal in una singola gara contro i Minnesota Vikings. A parte il suo talento, Yepremian non conosceva nulla del football e dei suoi usi. Nella sua prima gara, il capo-allenatore gli disse di aver perso al lancio della monetina e Yepremian corse fino a metà campo, inginocchiandosi alla ricerca della moneta.
Yepremian divenne un immediato bersaglio per i giocatori della NFL che consideravano il football un reame esclusivo degli americani. I giocatori volevano togliere di mezzo Yepremian e prima di calciare il suo primo kickoff il suo allenatore gli disse di correre più in fretta possibile verso la panchina dopo aver calciato. Yepremian calciò ma nella fretta corse verso la panchina sbagliata, trovandosi in mezzo alla squadra avversaria.  Garo non aveva mai usato un casco e aveva deciso di non usare la barra protettiva per il volto ma cambiò idea nella settimana 4 della stagione 1966 quando fu sbattuto a terra e infortunato dal linebacker dei Green Bay Packers Ray Nitschke. Dopo quell'episodio iniziò a portare la barra protettiva.
In una delle sue prime gare coi Lions, la sua squadra stava perdendo ma segnò un touchdown a dieci secondi dal termine della gara. Yepremian fu mandato a calciare l'extra point e fu così eccitato dopo la conversione del punto da correre al centro del campo con le braccia alzate in segno di festeggiamento. Il compagno di squadra Alex Karras chiese a Yepremian, "Che cosa diavolo stai festeggiando?" Yepremian rispose con una frase divenuta famosa al The Tonight Show di Johnny Carson: "Ho calciato un touchdown".
Nel 1970, Yepremian passò ai Miami Dolphins. Dopo aver guidato la NFL in punti segnati nel 1971, fu un membro chiave della "stagione perfetta" dei Miami Dolphins del 1972, guidando la squadra in punti segnati e calciando con successo diversi field goal decisivi che contribuirono a far rimanere la squadra imbattura. Yepremian disputò tre Super Bowl consecutivi, vincendone due (VII e VIII).

## Palmarès
- Super Bowl : 2 Vincitore del Super Bowl (VII, VIII)
- Convocazioni al Pro Bowl: 2

1973, 1978
- MVP del Pro Bowl: 1

1973
- Formazione ideale della NFL degli anni 1970